# Havelu
Havelu est une commune française située dans le département d'Eure-et-Loir en région Centre-Val de Loire.

## Géographie

### Situation
Havelu est une petite commune d'Eure-et-Loir située dans l'arrondissement de Dreux, et dans le canton d'Anet au nord du département. Elle est située à 5 km de Houdan, et donc de la limite des Yvelines. Elle fait partie de la région naturelle et agricole du Drouais.

Situation géographique
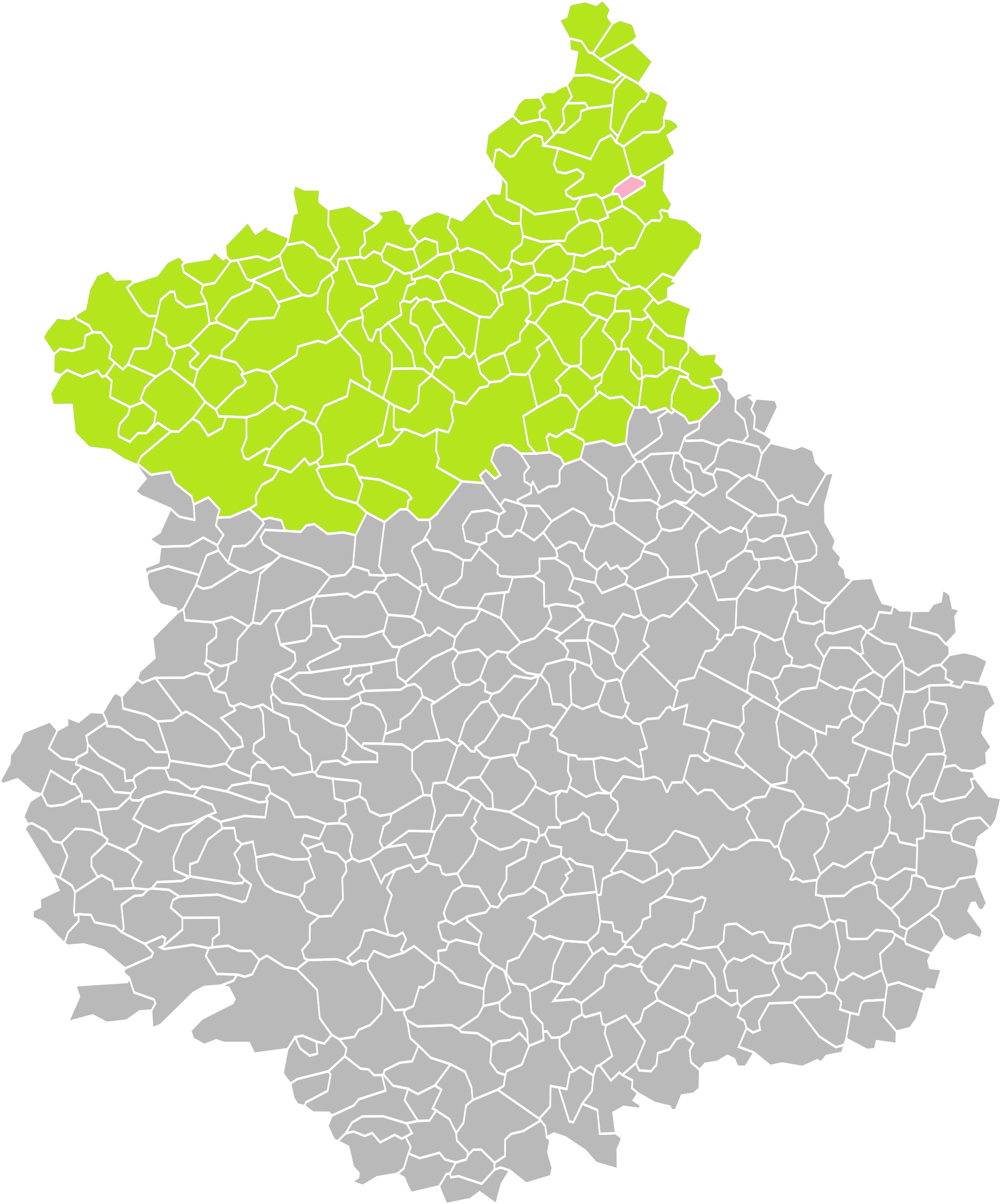
Havelu dans son arrondissement.
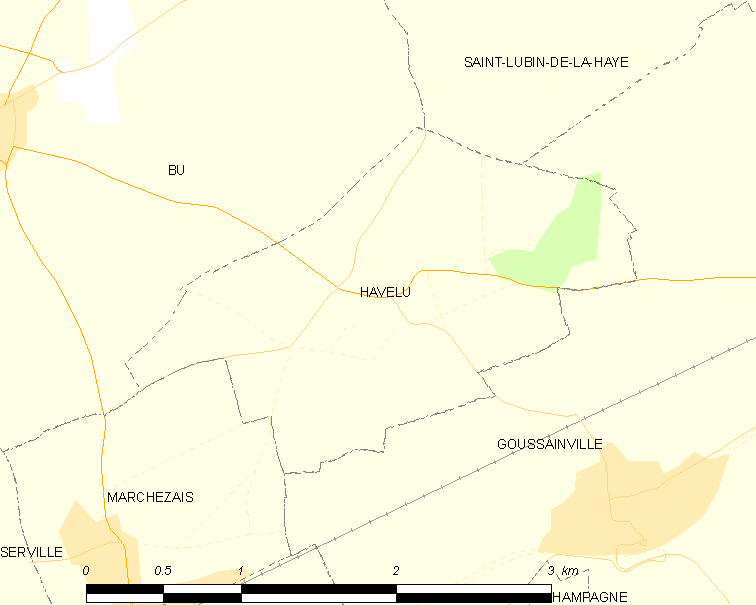
Carte de la commune d'Havelu.

### Communes limitrophes
|            | Saint-Lubin-de-la-Haye |               |
| Bû         | Havelu                 | Goussainville |
| Marchezais | Goussainville          |               |

### Climat
Pour des articles plus généraux, voir Climat du Centre-Val de Loire et Climat d'Eure-et-Loir.
En 2010, le climat de la commune est de type climat océanique dégradé des plaines du Centre et du Nord, selon une étude du CNRS s'appuyant sur une série de données couvrant la période 1971-2000. En 2020, Météo-France publie une typologie des climats de la France métropolitaine dans laquelle la commune est exposée à un climat océanique et est dans la région climatique  Sud-ouest du bassin Parisien, caractérisée par une faible pluviométrie, notamment au printemps (120 à 150 mm) et un hiver froid (3,5 °C). 
Pour la période 1971-2000, la température annuelle moyenne est de 10,5 °C, avec une amplitude thermique annuelle de 14,4 °C. Le cumul annuel moyen de précipitations est de 654 mm, avec 10,9 jours de précipitations en janvier et 7,8 jours en juillet. Pour la période 1991-2020, la température moyenne annuelle observée sur la station météorologique de Météo-France la plus proche, « Bû_sapc », sur la commune de Bû à 3 km à vol d'oiseau, est de 11,4 °C et le cumul annuel moyen de précipitations est de 633,2 mm,. Pour l'avenir, les paramètres climatiques de la commune estimés pour 2050 selon différents scénarios d'émission de gaz à effet de serre sont consultables sur un site dédié publié par Météo-France en novembre 2022.

## Urbanisme

### Typologie
Au 1er janvier 2024, Havelu est catégorisée commune rurale à habitat dispersé, selon la nouvelle grille communale de densité à 7 niveaux définie par l'Insee en 2022.
Elle est située hors unité urbaine. Par ailleurs la commune fait partie de l'aire d'attraction de Paris, dont elle est une commune de la couronne,. 

### Occupation des sols
L'occupation des sols de la commune, telle qu'elle ressort de la base de données européenne d’occupation biophysique des sols Corine Land Cover (CLC), est marquée par l'importance des territoires agricoles (93,4 % en 2018), une proportion identique à celle de 1990 (93,4 %). La répartition détaillée en 2018 est la suivante : 
terres arables (93,4 %), forêts (6,6 %). L'évolution de l’occupation des sols de la commune et de ses infrastructures peut être observée sur les différentes représentations cartographiques du territoire : la carte de Cassini (XVIIIe siècle), la carte d'état-major (1820-1866) et les cartes ou photos aériennes de l'IGN pour la période actuelle (1950 à aujourd'hui).

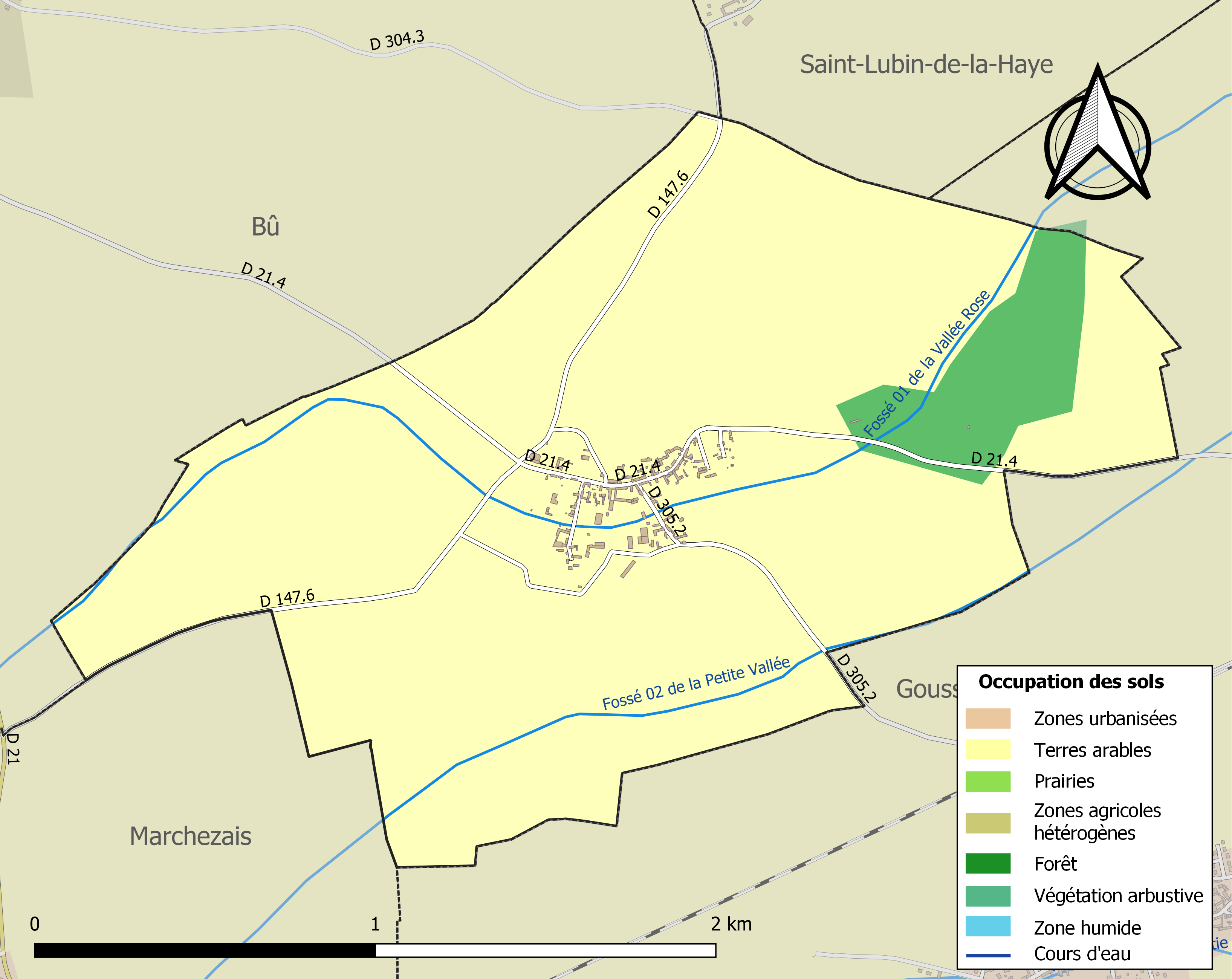
Carte des infrastructures et de l'occupation des sols de la commune en 2018 (CLC).

### Risques majeurs
Le territoire de la commune d'Havelu est vulnérable à différents aléas naturels : météorologiques (tempête, orage, neige, grand froid, canicule ou sécheresse), inondations, mouvements de terrains et séisme (sismicité très faible). Il est également exposé à un risque technologique, le transport de matières dangereuses. Un site publié par le BRGM permet d'évaluer simplement et rapidement les risques d'un bien localisé soit par son adresse soit par le numéro de sa parcelle.

#### Risques naturels
Certaines parties du territoire communal sont susceptibles d’être affectées par le risque d’inondation par débordement de cours d'eau, notamment La commune a été reconnue en état de catastrophe naturelle au titre des dommages causés par les inondations et coulées de boue survenues en 1999 et 2000,.

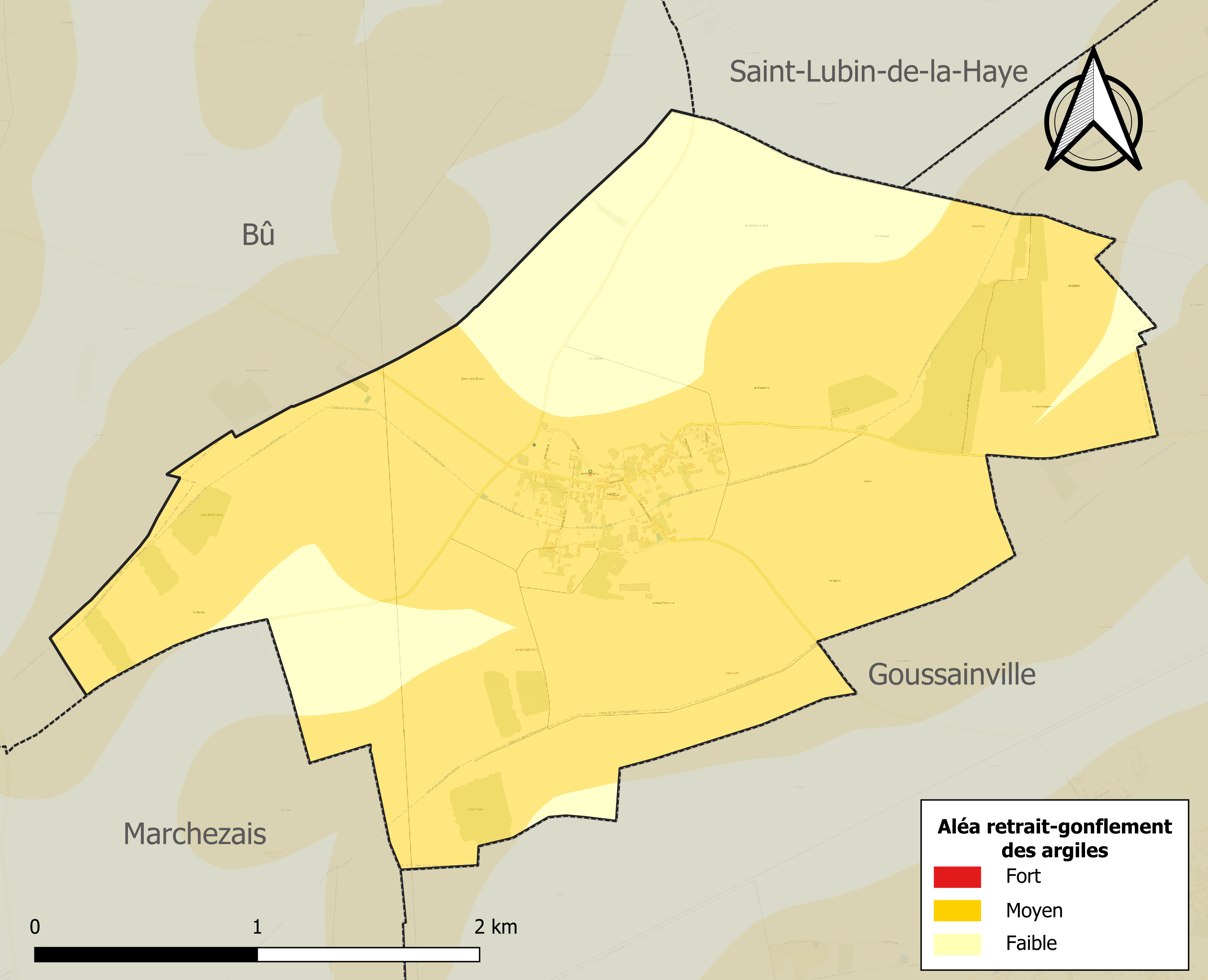
Carte des zones d'aléa retrait-gonflement des sols argileux d'Havelu.

La commune est vulnérable au risque de mouvements de terrains constitué principalement du retrait-gonflement des sols argileux. Cet aléa est susceptible d'engendrer des dommages importants aux bâtiments en cas d’alternance de périodes de sécheresse et de pluie. 76,8 % de la superficie communale est en aléa moyen ou fort (52,8 % au niveau départemental et 48,5 % au niveau national). Sur les 71 bâtiments dénombrés sur la commune en 2019, 71 sont en aléa moyen ou fort, soit 100 %, à comparer aux 70 % au niveau départemental et 54 % au niveau national. Une cartographie de l'exposition du territoire national au retrait gonflement des sols argileux est disponible sur le site du BRGM,.
Concernant les mouvements de terrains, la commune a été reconnue en état de catastrophe naturelle au titre des dommages causés par des mouvements de terrain en 1999 et 2016.

#### Risques technologiques
Le risque de transport de matières dangereuses sur la commune est lié à sa traversée par des infrastructures routières ou ferroviaires importantes ou la présence d'une canalisation de transport d'hydrocarbures. Un accident se produisant sur de telles infrastructures est en effet susceptible d’avoir des effets graves au bâti ou aux personnes jusqu’à 350 m, selon la nature du matériau transporté. Des dispositions d’urbanisme peuvent être préconisées en conséquence.

## Toponymie
Le nom de la localité est attesté sous les formes Avallocium vers 590 (Grégoire de Tours, Histoire des Francs, Livre IV, 49); Haverlu vers 1140 (Bibliothèque nationale de France-Ms Latin 9223 Cartulaire Notre-Dame de Josaphat, p. 118); [Quoddam herbergamentum situm apud] Avelu en 1248 (Archives départementales d'Eure-et-Loir-H 2159); Havelutum 1626.
Il s'agit vraisemblablement d'une formation toponymique gauloise, basé sur le gaulois aballo + suffixe -ucium au sens global de « pommeraie », dont l'élément aballo « pomme » est identique au breton aval « pomme », les deux langues étant celtiques. Le H initial est parasite et muet.
On pourrait rapprocher le nom d’Havelu, d'Avallon, dans l’Yonne, Availles, en Ille-et-Vilaine, Aveluy, dans la Somme, et Haveluy, dans le Nord.
Remarque : Ernest Nègre, Jacques Chaurand et Maurice Lebègue attribuent la forme Avallocium à Ablis dans les Yvelines.

## Histoire
Peu de documents nous permettent de retracer l’histoire d'Havelu. On sait qu'une voie gallo-romaine traversait la commune. Les agriculteurs en retrouvent parfois la trace en labourant leurs terres. En vue aérienne, des plans de « villas » se dessinent dans les champs, au lieu-dit « la Girauderie », des haches taillées ou polies ont été trouvées.
Quelques documents font référence à Havelu :
- En 1129, amortissement par le roi Louis VI des « alleux » d’Havelu, c’est-à-dire des terres exemptes de droits féodaux ;
- En 1444, les religieux de l’abbaye Notre-Dame de Josaphat donnent à bail « ung hostel assis à Havelu » ;
- En 1733, reconnaissance au prieuré de Houdan de 9 livres de cens sur deux arpents à Havelu.

## Politique et administration

### Liste des maires
| Période | Période  | Identité          | Étiquette | Qualité                       |
| ------- | -------- | ----------------- | --------- | ----------------------------- |
| 1945    | 1995     | Clothaire Maillet |           |                               |
| 1995    | En cours | Guy Duval,        |           | Ancien agriculteur exploitant |

## Population et société

### Démographie
L'évolution du nombre d'habitants est connue à travers les recensements de la population effectués dans la commune depuis 1793. Pour les communes de moins de 10 000 habitants, une enquête de recensement portant sur toute la population est réalisée tous les cinq ans, les populations de référence des années intermédiaires étant quant à elles estimées par interpolation ou extrapolation. Pour la commune, le premier recensement exhaustif entrant dans le cadre du nouveau dispositif a été réalisé en 2005.

En 2022, la commune comptait 131 habitants, en évolution de −7,75 % par rapport à 2016 (Eure-et-Loir : −0,23 %, France hors Mayotte : +2,11 %).
| 1793 | 1800 | 1806 | 1821 | 1831 | 1836 | 1841 | 1846 | 1851 |
| ---- | ---- | ---- | ---- | ---- | ---- | ---- | ---- | ---- |
| 130  | 109  | 104  | 131  | 124  | 136  | 150  | 163  | 188  |

| 1856 | 1861 | 1866 | 1872 | 1876 | 1881 | 1886 | 1891 | 1896 |
| ---- | ---- | ---- | ---- | ---- | ---- | ---- | ---- | ---- |
| 172  | 185  | 178  | 170  | 182  | 181  | 178  | 178  | 154  |

| 1901 | 1906 | 1911 | 1921 | 1926 | 1931 | 1936 | 1946 | 1954 |
| ---- | ---- | ---- | ---- | ---- | ---- | ---- | ---- | ---- |
| 132  | 127  | 122  | 106  | 121  | 126  | 116  | 113  | 115  |

| 1962 | 1968 | 1975 | 1982 | 1990 | 1999 | 2005 | 2006 | 2010 |
| ---- | ---- | ---- | ---- | ---- | ---- | ---- | ---- | ---- |
| 96   | 109  | 109  | 85   | 94   | 102  | 112  | 113  | 116  |

| 2015 | 2020 | 2022 | - | - | - | - | - | - |
| ---- | ---- | ---- | - | - | - | - | - | - |
| 135  | 131  | 131  | - | - | - | - | - | - |

## Culture locale et patrimoine

### Lieux et monuments

#### Le château
Havelu, bien que modeste commune, dispose d'un château situé au sud du village au bout de la "rue du Château". Le bâtiment, dans un état de délabrement avancé, est partie intégrante d'une des deux fermes d'Havelu et sert de hangar pour les engins agricoles, lorsque le toit refait (en tôle) existe encore. Nous ne connaissons pas la date de construction exacte du château, mais un écrit dans l'église du village retrace un seigneur qui y aurait vécu au XIIIe siècle.

#### L'église Saint-Blaise
De type romane, l'église aurait été construite entre le XIIe et le XIIIe siècle. Elle dispose d'une petite sacristie, d'une nef et d'un chœur. Étant donné la petite taille de l'édifice, il n'y a pas de déambulatoire ni de chapelle.
Le chœur est de style roman, mais la porte ouest est de tradition gothique. Dans le chœur, une plaque rappelle que, dans cette église, repose le corps de maître Jean Forest Deschampoze, chevalier de l’Ordre royal et militaire de Saint-Louis.
L'église, bien que petite, continue d'accueillir des offices religieux, principalement en hiver, car un système de chauffage y est installé.
Un cimetière situé plus à l'extérieur du village complète cet ouvrage religieux qui marque le centre d'Havelu.

L'église Saint-Blaise
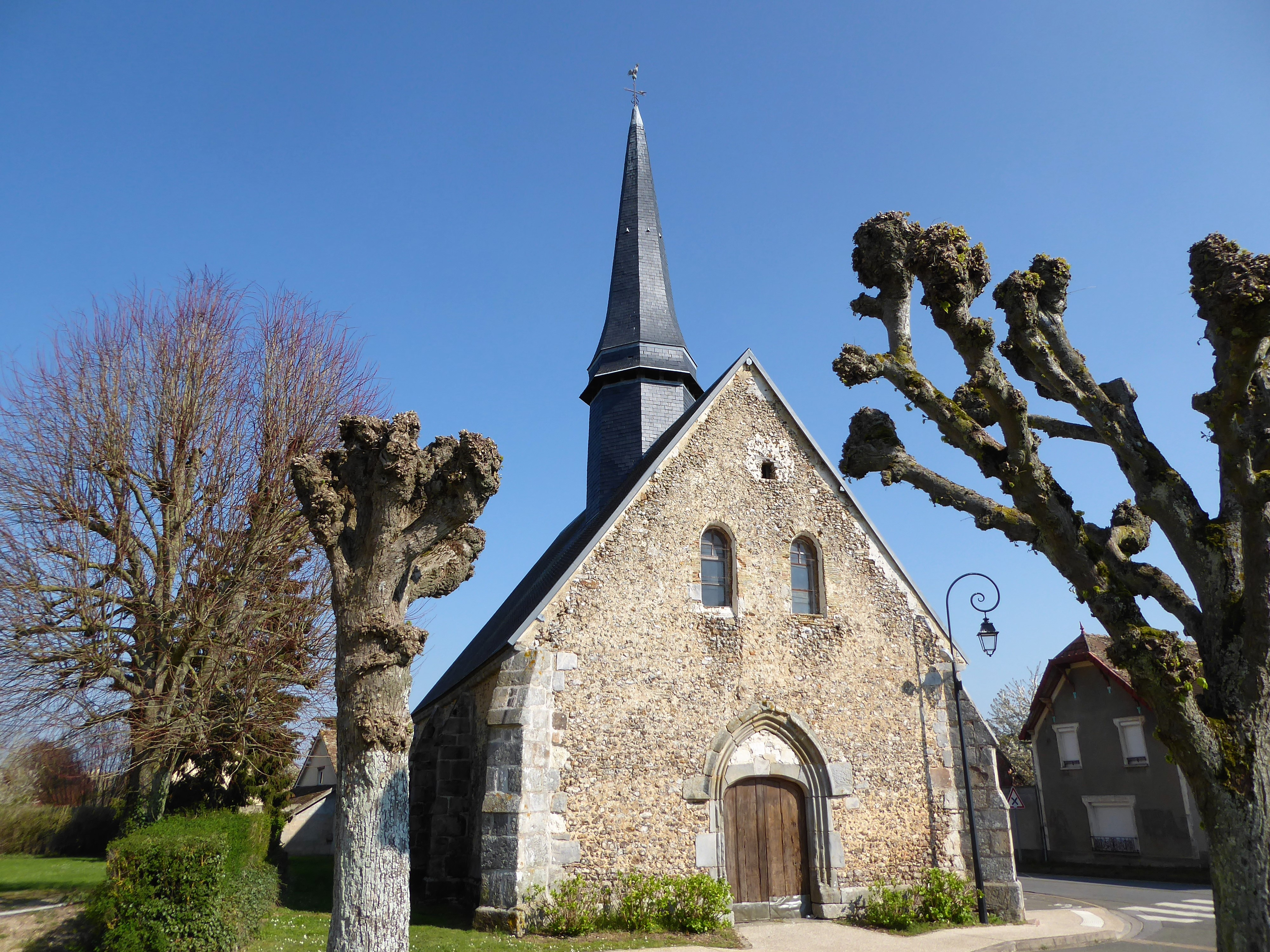
La façade ouest de l'église.
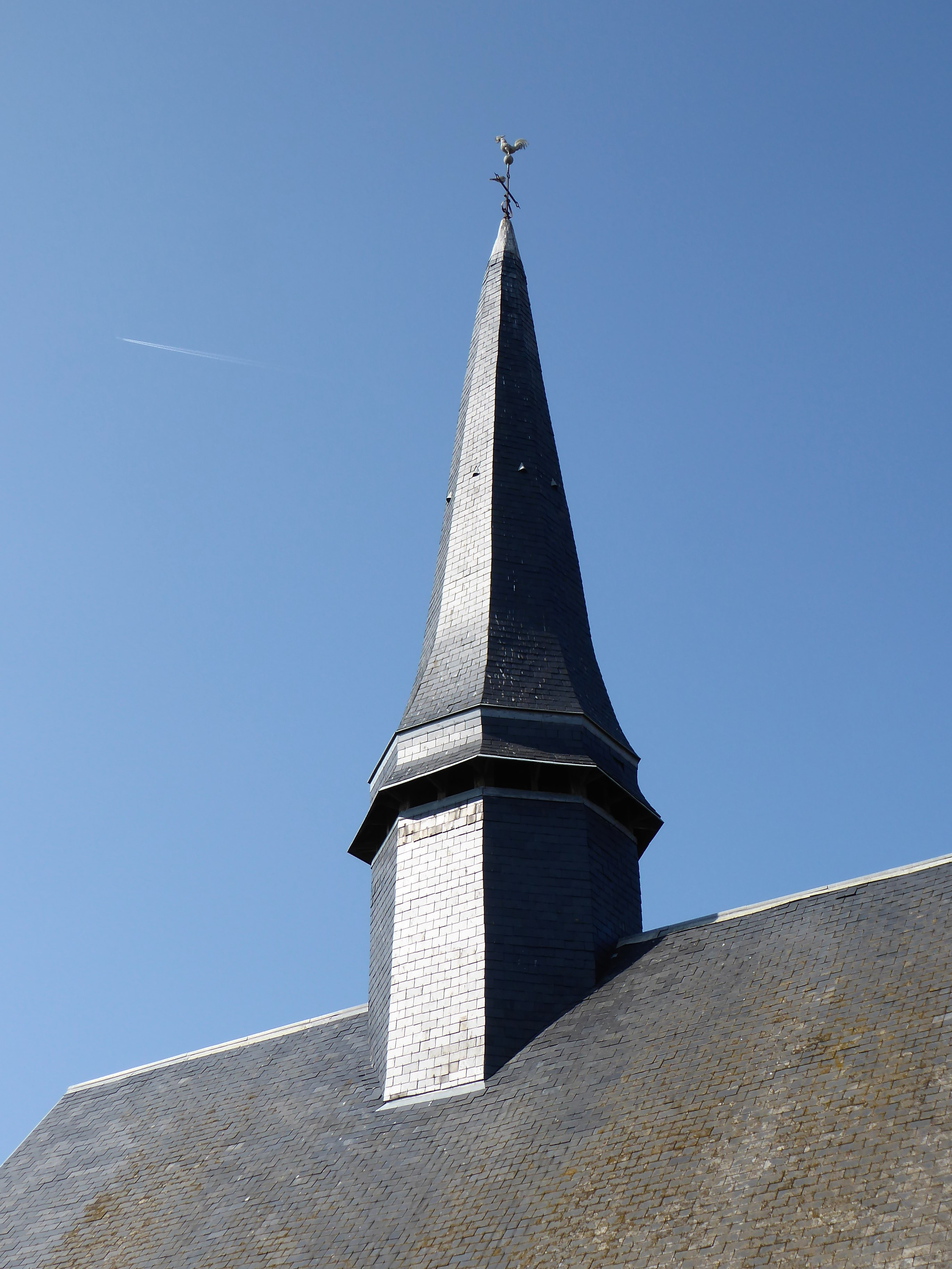
Le clocher.
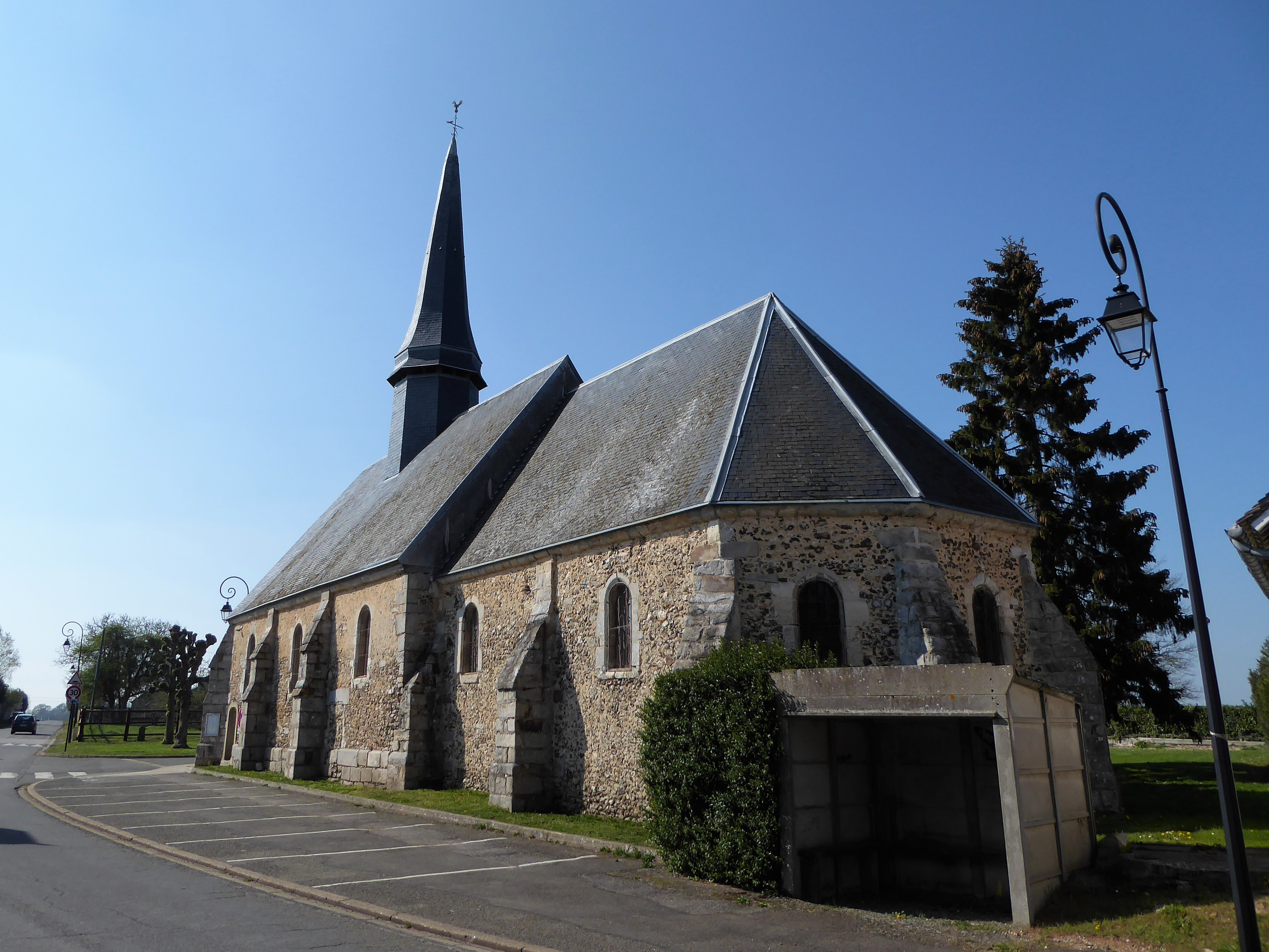
Le chevet.